# Ahmed El Basha
Ahmed Adam El-Basha (2 gennaio 1982) è un calciatore sudanese, di ruolo difensore.

## Carriera

### Club
Ha giocato nel campionato sudanese, libico e bahreinita.

### Nazionale
Ha esordito con la maglia della nazionale nel 2008; ha partecipato a due edizioni della Coppa d'Africa, nel 2008 e nel 2012.

## Palmarès

### Club

#### Competizioni nazionali
- Campionato sudanese: 5

Al Hilal Omdurmam: 2006, 2007
Al-Merreikh: 2008, 2011, 2013
- Coppa del Sudan: 3

Al-Merreikh: 2008, 2012, 2013

#### Competizioni internazionali
- Coppa CECAFA: 1

Al-Merreikh: 2014